# Kakhaber Tskhadadze
Kakhaber Tskhadadze (géorgien : კახაბერ ცხადაძე), né le 7 septembre 1968 à Roustavi en URSS, est un footballeur international géorgien, aujourd'hui reconverti en entraîneur. Il est le père de Bachana Tskhadadze.

## Biographie

### Équipe nationale
Il reçoit 6 sélections avec l'équipe de la CEI. Il joue enfin à 25 reprises pour l'équipe de Géorgie. 
Il joue son premier match en équipe nationale le 27 mai 1990 contre la Lituanie et son dernier le 30 mai 1998 contre la Russie.
Il dispute l'Euro 1992. Lors de l'Euro, il joue un match contre l'Écosse.

### Entraîneur
Le 25 décembre 2014, il devient sélectionneur national de la Géorgie après le départ de Temuri Ketsbaia.

## Palmarès

### Palmarès de joueur
Dinamo Tbilissi
- Champion de Géorgie en 1990 et 1991.

 Spartak Moscou
- Champion de Russie en 1992.
- Vainqueur de la Coupe d'Union soviétique en 1992.

### Palmarès d'entraîneur
Lokomotiv Tbilissi
- Vainqueur de la Coupe de Géorgie en 2002.

 Dinamo Tbilissi
- Champion de Géorgie en 2005.

 Sioni Bolnissi
- Champion de Géorgie en 2006.

 Inter Bakou
- Champion d'Azerbaïdjan en 2010.